# 亞爾莫林齊
49°11′33″N 26°50′23″E / 49.19250°N 26.83972°E

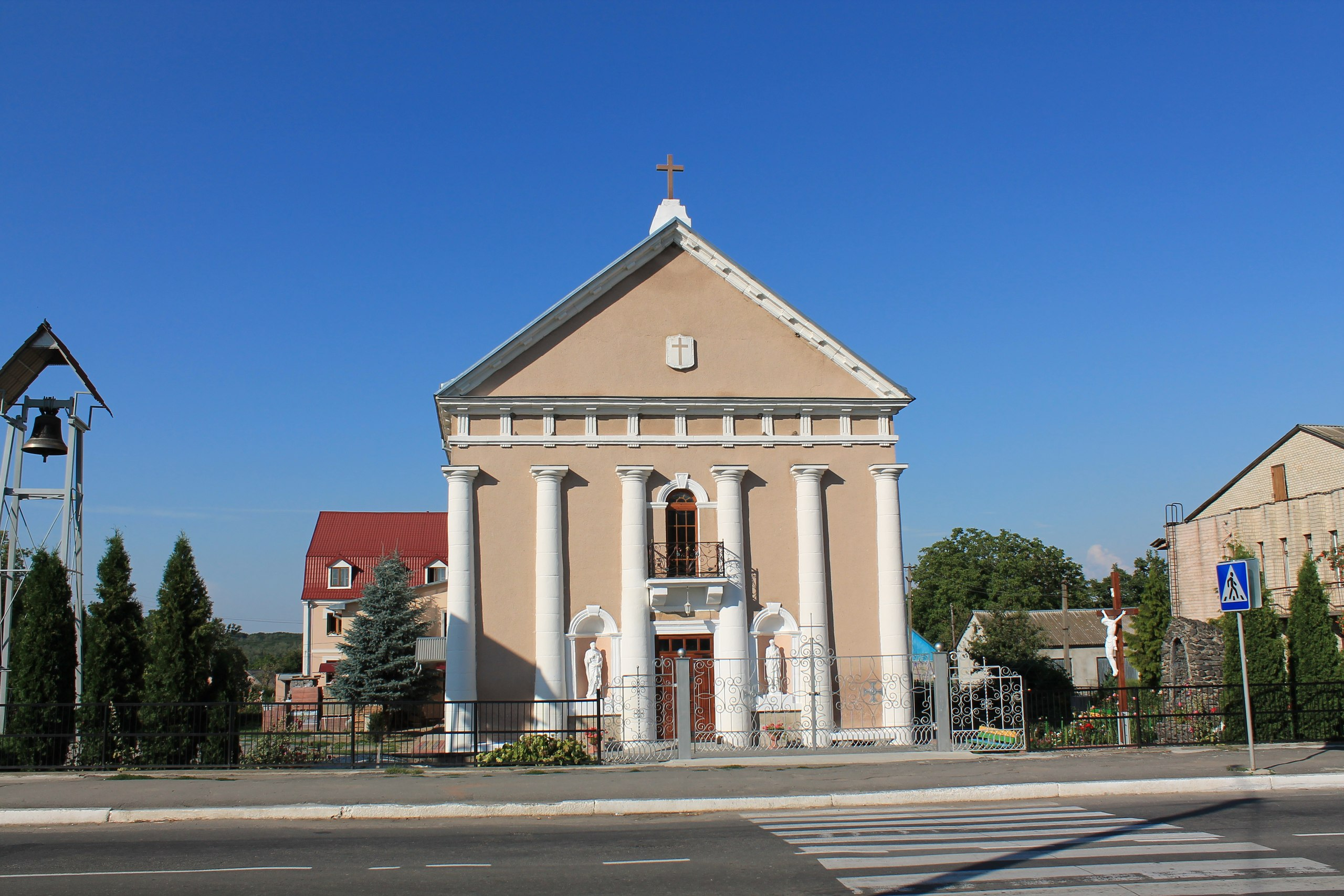
教堂

亞爾莫林齊，是烏克蘭西部赫梅利尼茨基州赫梅利尼茨基區亚尔莫林齐市镇内的市級鎮及其行政中心。曾是原亞爾莫林齊區的区府。始建於1400年，面積4.46平方公里，海拔高度341米，2012年人口7,954，人口密度每平方公里1,783.41人。